# 斯坦福商学研究生院
斯坦福商学研究生院（英語：Stanford Graduate School of Business），全称斯坦福大学工商管理研究學院，又称斯坦福GSB，是美国斯坦福大学的一所研究學院。斯坦福商学研究院位于加利福尼亚州斯坦福大学校园中心的椭圆大草坪附近，是美国顶尖商学院之一。
斯坦福商学研究學院的使命是：钻研拓展工商管理理论，培养敢于创新、坚持原则、善于洞察的改造世界的领袖。
斯坦福商学研究學院的口号是：改造人生，改造组织，改造世界。

## 简介
斯坦福商学研究生院建于1925年。师资队伍中现有3名诺贝尔奖得主，15名美国艺术与科学院院士，和3名国家科学院院士。学院紧邻硅谷，与那里的创业投资、金融、和高科技产业联系密切。
学院年度预算约1.1亿美元，捐赠基金超过7.5亿美元，是全美第二最具经济实力的商学院，人均基金额大致与哈佛商学院持平。

## 著名校友
- 陈一舟
- 林欣禾
- 饶磊
- 杨青，康明斯电力东亚区总经理、斯坦福Sloan管理硕士
- 张帆
- 张锐
- 陈实，通用汽车（中国）副总裁、斯坦福Sloan管理硕士
- 史蒂夫·巴尔默，微软首席执行官（中途辍学）
- 菲尔·奈特（Phil Knight），耐克创始人，首席执行官